# Sandra Carr
Sandra Anne Carr (nascida a 1971) foi eleita para o Conselho Legislativo da Austrália Ocidental como membro do Partido Trabalhista pela região agrícola nas eleições estaduais de 2021.
Carr era professora em Geraldton antes de ser eleita.